# 三浦勇雄
三浦勇雄（1983年2月25日—）是日本輕小說作家。北海道札幌市出身。弘前大學人文學部畢業。以《聖誕節萬歲》獲得第一屆MF文庫J輕小說新人獎評審特別獎。

## 作品
- 萬歲系列（MF文庫J、屢那插畫、東立出版社代理）
- 聖劍鍛造師（MF文庫J、屢那插畫、東立出版社、天聞角川代理）
- （NOVEL 0、屢那插畫）

## 外部連結
- nekomaru（三浦勇雄、熊谷雅人）